# Montagna dei Fiori
La Montagna dei Fiori (detta comunemente la Mëndàgna in dialetto ascolano e la Mundagnë in dialetto teramano) è un rilievo di 1 814 m  dell'appennino abruzzese (provincia di Teramo) ai confini con le Marche, entro cui si estende parzialmente; insieme alla Montagna di Campli, dalla quale è separata dalle Gole del Salinello, forma il massiccio dei Monti Gemelli.

## Descrizione
Situata all'estremità orientale del gruppo dei Monti della Laga, nel territorio dei comuni di Valle Castellana, Civitella del Tronto e Ascoli Piceno, dista circa 20 km da Ascoli Piceno (San Giacomo di Valle Castellana è a 18 km) ed è raggiungibile attraverso la strada del Colle San Marco. Il gruppo ha due vette principali: il monte Girella (1 814 m) e il monte Piselli (1 676 m), entrambe appartenenti all'Abruzzo. La prima, sul versante meridionale, è meta di scalatori esperti mentre il lato nord e nord ovest è agevolmente raggiungibile nel periodo estivo anche da escursionisti non particolarmente equipaggiati; la seconda è una meta frequentata da mountain bikers per via dei numerosi trail dell'Ascoli Natural Bike Park e una meta turistica invernale degli ascolani per via dei suoi impianti sciistici.
La Montagna dei Fiori è l'unico massiccio del centro Italia distante appena 30 km dal mare. Ospita, a circa 1 115 m s.l.m., il paesino di San Giacomo, punto di ritrovo per diverse escursioni e luogo dove si trovano anche le principali strutture turistico-ricettive aperte sia d'estate che d'inverno. a quota 1 426 m sono infatti presenti gli impianti sciistici, consistenti in una seggiovia e marciapiede mobile che raggiungono quota 1 643 m, raggiungibili attraverso una strada carrozzabile non asfaltata. Dalla vetta del monte è possibile scorgere a nord il Monte Conero, a ovesti Monti della Laga, il massiccio del Gran Sasso, i Monti Sibillini. Nelle giornate più serene è anche possibile scorgere a est la costa croata e a sud il Gargàno.